# Point de suture
| Оценки критиков | Оценки критиков             |
| Источник        | Оценка                      |
| --------------- | --------------------------- |
| Allmusic        | ссылка                      |
| Antennaria      | ссылка                      |
| Ciné Télé Revue | ссылка (недоступная ссылка) |
| Métro Canada    | ссылка                      |
| Le Metro        | ссылка (недоступная ссылка) |
| Le Soleil       | ссылка                      |
| Le Télégramme   | ссылка (недоступная ссылка) |
| Star Système    | ссылка                      |
| Télé Star       | ссылка (недоступная ссылка) |
| Voici           | ссылка                      |

Point de suture (с фр. — «Наложенный шов») — седьмой студийный альбом французской певицы Милен Фармер, вышедший 25 августа 2008 года. В течение года с момента выхода альбома было продано более 650 000 копий.

## Создание
Паскаль Негре, президент компании Universal Music, в интервью французской газете Le Figaro 28 января 2008 года объявил, что Фармер выпустит альбом в 2008 году. В последующие дни эта информация была подхвачена средствами массовой информации, которые обнародовали рабочее название альбома Onirisme. В это время появилась информация, что альбом будет содержать 11 композиций и будет выпущен в четвёртом квартале 2008 года.. Были обнародованы некоторые названия песен, таких как «Onirisme», «Faire… et défaire», «Dans ton antre», «Ma nature est…», «Excaliburia», «Who’s Mylène?», «Aux points cardinaux», «Je m’expose et m’impose», «Poésie visuelle», «The Witch of Dreams», «Voyage au bout de tes sens»; также появилась информация, что в альбом войдет акустическая версия хита Милен «Rêver». В Интернете тогда появились слухи, что первым синглом станет «À propos de nous». В результате один из продюсеров альбома, Тьерри Сюк, 21 мая 2008 года объявил, что первым синглом будет «Dégénération». Композиция должна была быть представлена на радио 19 июня. Также он сказал, что альбом ещё находился в рабочей стадии.
19 июня французская радиостанция RTL объявила, что альбом выйдет 25 августа 2008 года. 30 июня французский Интернет-магазин «Virginmega» опубликовал название альбома, Point de suture, обложку и список композиций, а также анонсировал релиз на 20 августа. 31 июля газета Le Parisien написала, что альбом выйдет в двух изданиях: в цифровом формате и для мобильных телефонов в ограниченном издании. Вплоть до выхода альбома 30 августа, первоначально был запланирован дуэт с Дэвидом Боуи, но был отменен из-за проблем со здоровьем у английского певца.

## Тур в поддержку альбома
В 2009 году было организовано концертное турне в поддержку альбома. В его рамках состоялось более 30 концертов во Франции, Бельгии, Швейцарии и России. Трек-лист концертов включает в себя все композиции с альбома, за исключением Looking for My Name, Reveiller le monde, Ave Maria и Sextonik (последняя первоначально планировалась для исполнения на концертах, однако не была утверждена в финальном варианте трек-листа).

## Список композиций
| №                   | Название                               | Автор(ы)            | Продюсер(ы)         | Длительность |
| ------------------- | -------------------------------------- | ------------------- | ------------------- | ------------ |
| 1.                  | «Dégénération»                         | Mylène Farmer       | Laurent Boutonnat   | 5:25         |
| 2.                  | «Appelle mon numéro»                   | Mylène Farmer       | Laurent Boutonnat   | 5:32         |
| 3.                  | «Je m’ennuie»                          | Mylène Farmer       | Laurent Boutonnat   | 4:22         |
| 4.                  | «Paradis inanimé»                      | Mylène Farmer       | Laurent Boutonnat   | 4:25         |
| 5.                  | «Looking for my Name» (в дуэте с Moby) | Mylène Farmer       | Laurent Boutonnat   | 4:19         |
| 6.                  | «Point de Suture»                      | Mylène Farmer       | Laurent Boutonnat   | 4:49         |
| 7.                  | «Réveiller le Monde»                   | Mylène Farmer       | Laurent Boutonnat   | 4:15         |
| 8.                  | «Sextonik»                             | Mylène Farmer       | Laurent Boutonnat   | 4:38         |
| 9.                  | «C'est dans l'air»                     | Mylène Farmer       | Laurent Boutonnat   | 4:33         |
| 10.                 | «Si j’avais au moins…»                 | Mylène Farmer       | Laurent Boutonnat   | 5:31         |
| 11.                 | «Ave Maria» (скрытый трек)             | канонический текст  | Шуберт, Boutonnat   |              |
| Общая длительность: | Общая длительность:                    | Общая длительность: | Общая длительность: | 47:51        |